# Filagri (metge)
|  | Per a altres significats, vegeu «Filagri de l'Epir». |

Filagri (Philagrius, Φιλάγριος) fou un metge grec fill de Filostorgi. Va viure amb posterioritat al temps dels emperadors Valentinià I i Valent. Fabricius pensa que és la mateixa persona a la qual el gran Gregori de Nazianz va dirigir vuit cartes, però la identificació és força dubtosa.